# La Chèze
 La Chèze  (en bretón Kez) es una población y comuna francesa, situada en la región de Bretaña, departamento de Côtes-d'Armor, en el distrito de Saint-Brieuc y cantón de La Chèze.

## Demografía
| 566 | 587 | 606 | 571 | 597 | 569 |
| Para los censos de 1962 a 1999 la población legal corresponde a la población sin duplicidades (Fuente: INSEE [Consultar]) |     |     |     |     |     |